# 大蔵省主税局税制第一課 (1952-1961)
主税局税制第一課（しゅぜいきょくぜいせいだいいちか）は、かつて大蔵省主税局に置かれていた部署である。現在の総務課と税制第一課に当たる。

## 沿革
- 1952年（昭和27年）8月16日 - 税制課を税制第一課と税制第二課に分離した[1]。
- 1961年（昭和36年）6月16日 - 総務課が新設され、局内の総合調整機能が移行する。

## 所掌事務
所掌
大蔵省組織規定（昭和27年8月）に所掌事務が規定されている。
```
（税制第一課の所掌事務）
第15条 税制第一課においては、左の事務をつかさどる。
 一 
租税
政策
一般に関すること。
 二 直接国税に関する制度（犯則の取締に関するものを除く）を企画及び立案すること。
 三 内国税に関する国際協定に関すること。
 四 
税理士
に関する制度を企画及び立案すること。
 五 前各号に掲げるものの外、主税局の事務で、他の部課の所掌に属さないものを行うこと。
```